# İdman Ocağı Spor Kulübü 2016-2017 (pallavolo femminile)
Questa voce raccoglie le informazioni riguardanti l'İdman Ocağı Spor Kulübü nelle competizioni ufficiali della stagione 2016-2017.

## Organigramma societario
Area direttiva
- Presidente: Mehmet Öz

Area tecnica
- Allenatore: Reşat Arığ
- Allenatore in seconda: Emre Karagöz
- Scoutman: Onur Can Coşkun

## Rosa
| N° | Nome                 | Ruolo | Data di nascita  | Nazionalità sportiva |
| -- | -------------------- | ----- | ---------------- | -------------------- |
| 1  | Rachel Sánchez       | C     | 9 gennaio 1989   | Cuba                 |
| 3  | Birgül Güler         | S     | 2 maggio 1990    | Turchia              |
| 4  | Maren Brinker        | S     | 10 luglio 1986   | Germania             |
| 5  | Bahanur Şahin        | L     | 6 marzo 1991     | Turchia              |
| 6  | Cansu İsmailoğulları | S     | 14 febbraio 1997 | Turchia              |
| 7  | Fatma Beyaz          | C     | 16 aprile 1995   | Turchia              |
| 8  | Anna Levčenko        | P     | 12 luglio 1981   | Russia               |
| 9  | Ayça İhtiyaroğlu     | L     | 13 agosto 1984   | Turchia              |
| 10 | Ece Hocaoğlu         | S     | 5 marzo 1994     | Turchia              |
| 11 | Kübra Kegan          | P     | 18 luglio 1995   | Turchia              |
| 13 | Hande Korkut         | C     | 28 ottobre 1990  | Turchia              |
| 13 | Ece Tunca            | L     | 23 aprile 1994   | Turchia              |
| 14 | Kryscina Michajlenka | O     | 26 marzo 1992    | Bielorussia          |
| 15 | Neşve Büyükbayram    | C     | 1º gennaio 1990  | Turchia              |
| 16 | Nefize Bayramoğlu    | S     | 8 agosto 1992    | Turchia              |
| 19 | Elżbieta Nykiel      | S     | 6 luglio 1983    | Polonia              |

## Statistiche

### Statistiche di squadra
| Competizione     | Punti | In casa | In casa | In casa | In trasferta | In trasferta | In trasferta | Totale | Totale | Totale |
| Competizione     | Punti | G       | V       | P       | G            | V            | P            | G      | V      | P      |
| ---------------- | ----- | ------- | ------- | ------- | ------------ | ------------ | ------------ | ------ | ------ | ------ |
| Sultanlar Ligi   | 15,45 | 11      | 5       | 6       | 11           | 0            | 11           | 28     | 6      | 22     |
| Coppa di Turchia | -     | 1       | 0       | 1       | 1            | 0            | 1            | 2      | 0      | 2      |
| Totale           | -     | 12      | 5       | 7       | 12           | 0            | 12           | 30     | 6      | 24     |

G = partite giocate; V = partite vinte; P = partite perse

### Statistiche dei giocatori
| Giocatrice        | Campionato | Campionato | Campionato | Campionato | Campionato | Coppa di Turchia | Coppa di Turchia | Coppa di Turchia | Coppa di Turchia | Coppa di Turchia | Totale | Totale | Totale | Totale | Totale |
| Giocatrice        | P          | PT         | AV         | MV         | BV         | P                | PT               | AV               | MV               | BV               | P      | PT     | AV     | MV     | BV     |
| ----------------- | ---------- | ---------- | ---------- | ---------- | ---------- | ---------------- | ---------------- | ---------------- | ---------------- | ---------------- | ------ | ------ | ------ | ------ | ------ |
| N. Bayramoğlu     | 12         | 12         | 12         | 0          | 0          | 2                | 0                | 0                | 0                | 0                | 14     | 12     | 12     | 0      | 0      |
| F. Beyaz          | 19         | 59         | 41         | 11         | 7          | 1                | 1                | 0                | 1                | 0                | 20     | 60     | 41     | 12     | 7      |
| M. Brinker        | 0          | 0          | 0          | 0          | 0          | -                | -                | -                | -                | -                | 0      | 0      | 0      | 0      | 0      |
| N. Büyükbayram    | 26         | 164        | 82         | 68         | 14         | 2                | 16               | 9                | 6                | 1                | 28     | 180    | 91     | 74     | 15     |
| B. Güler          | 28         | 381        | 323        | 17         | 41         | 2                | 15               | 11               | 1                | 3                | 30     | 396    | 334    | 18     | 44     |
| E. Hocaoğlu       | 28         | 145        | 102        | 20         | 23         | 2                | 20               | 17               | 2                | 1                | 30     | 165    | 119    | 22     | 24     |
| A. İhtiyaroğlu    | 28         | 0          | 0          | 0          | 0          | 2                | 0                | 0                | 0                | 0                | 30     | 0      | 0      | 0      | 0      |
| C. İsmailoğulları | 7          | 13         | 13         | 0          | 0          | 1                | 3                | 3                | 0                | 0                | 8      | 16     | 16     | 0      | 0      |
| K. Kegan          | 25         | 55         | 26         | 11         | 18         | 2                | 0                | 0                | 0                | 0                | 27     | 55     | 26     | 11     | 18     |
| H. Korkut         | 5          | 18         | 11         | 6          | 1          | -                | -                | -                | -                | -                | 5      | 18     | 11     | 6      | 1      |
| A. Levčenko       | 20         | 16         | 4          | 6          | 6          | 2                | 3                | 0                | 2                | 1                | 22     | 19     | 4      | 8      | 7      |
| K. Michajlenka    | 22         | 299        | 250        | 31         | 18         | 2                | 38               | 36               | 1                | 1                | 24     | 337    | 286    | 32     | 19     |
| E. Nykiel         | 14         | 117        | 103        | 7          | 7          | -                | -                | -                | -                | -                | 14     | 117    | 103    | 7      | 7      |
| B. Şahin          | 7          | 0          | 0          | 0          | 0          | -                | -                | -                | -                | -                | 7      | 0      | 0      | 0      | 0      |
| R. Sánchez        | 22         | 278        | 216        | 43         | 19         | 2                | 30               | 20               | 6                | 4                | 24     | 308    | 236    | 49     | 23     |
| E. Tunca          | 4          | 0          | 0          | 0          | 0          | -                | -                | -                | -                | -                | 4      | 0      | 0      | 0      | 0      |

P = presenze; PT = punti totali; AV = attacchi vincenti; MV = muri vincenti; BV = battute vincenti